# Allan Mohideen
Allan Mohideen (sinh ngày 11 tháng 11 năm 1993) là một cầu thủ bóng đá người Iraq thi đấu ở vị trí hậu vệ cho GAIS.

## Sự nghiệp quốc tế
Mohideen lớn lên ở Thụy Điển với bố là người Iraq-Kurd và me là người România. Anh ra mắt Đội tuyển bóng đá quốc gia Iraq trong thất bại giao hữu 2-1 trước Qatar.